# Chiesa di San Rocco (Amiens)
La chiesa di San Rocco (in francese: Église Saint-Roch) è un luogo di culto cattolico di Amiens.

## Storia
La chiesa fu costruita nel quartiere vicino alla stazione di Saint-Roch, sui progetti dell'architetto Louis Henry Antoine del 1878, che aveva già diretto la costruzione della chiesa di Saint-Martin. I lavori furono interrotti nel 1881 e poi ripresi per essere completati nel 1902, sotto la direzione del figlio, l'architetto Georges Antoine.
Nel 1913 un incendio distrusse gli arredi della chiesa. Il pittore del vetro Daniel Darquet ha restaurato i tetti di vetro della navata e del coro, danneggiati durante la prima guerra mondiale. Il baldacchino sopra il portale principale era in vetro americano opalescente.

## Descrizione
La chiesa è stata costruita in laterizio su una tradizionale pianta allungata a tre navate, senza transetto. La facciata è fiancheggiata da due torrette poligonali ricoperte da cupole che fungono da campanili. L'ingresso è preceduto da una loggia che forma un portico sormontato da un balcone. Quattro porte danno accesso all'edificio, di cui una sulla facciata. Questa presenta una decorazione fatta di strati di mattoni policromi alternati e tre nicchie che ospitano le statue di San Rocco, San Giovanni Battista e di un santo vescovo (probabilmente San Firmino) eseguite da Albert Roze.
La navata centrale è rialzata su tre livelli ed è illuminata da doppie finestre. Le navate laterali sono separate dalla navata da archi ad arco sorretti da pilastri. Le volte a crociera in laterizio sono mascherate da un intonaco a imitazione della pietra da taglio. Infine, una tribuna interna si affaccia sui cancelli.